# 三星Galaxy A7 (2017)
三星Galaxy A7 (2017)是由三星電子製造的一款Android智慧型手機，於2017年1月2日與三星Galaxy A3（2017）和三星Galaxy A5（2017）一起發布。 這是三星自2016年10月停售Galaxy Note 7以來的第一批產品。三星Galaxy A7（2017）運行基於Android 6.0.1 Marshmallow作業系統的Grace UX 介面 。這台智慧型手機搭載了三星Exynos 7880 SoC，由8個ARM Cortex-A53 核心、Mali-T830MP3 GPU、3 GB的記憶體和32 GB儲存空間組成，最大可以擴充到256 GB的MicroSD記憶卡，支援4G+3G雙卡雙待，電池為不可拆卸式3600mAh，支援快充。 另外，跟上一代A7多出的新功能有IP68等級的防水、Alway On Display顯示。

## 技術規格
- 後置攝像頭：1600萬像素
- 前置攝像頭：1600萬像素
- 內存：3 GB RAM
- 存儲：32 GB
- 電池：3600 mAh
- 尺寸：5.7寸
- 處理器：三星Exynos 7880 1.9Ghz[5]
- 操作系統：基於Android 6.0.1 Marshmallow系統的Grace UX 介面
- 重量：186克
- 螢幕：1080p Full HD Super AMOLED

## 相機照片預览功能改動爭議
如同其他三星新手機(被強制更新至Android 6.0後的舊型號三星手機亦然)，用户想要即席檢視剛拍攝的照片，當按下「照片預览」後，除了相機所拍而來的照片外，連螢幕擷取以至內存中任何一個資料夾(包括下載、從任何即時通訊軟件收到的圖檔，以及任何自定資料夾)，即手機內存所有圖像和影像檔案均會在「相機照片預览」按圖像建立時間而被一一羅列，但此「新功能」不能關掉。相對於舊設計以至其他品牌的安卓手機和功能手機，三星如此改動相機預览功能完全顛覆用戶既有使用習慣，反而為用戶造成不必要的不便和尴尬(如公事上使用手機拍照，檢閱時顯出私人照片和視頻)。

## 前續型號與後續型號
| 前任： 三星Galaxy A7 (2016) | 三星Galaxy A7 (2017) 2017 | 繼任： 三星Galaxy A8+ (2018) |